# SkyAlps
SkyAlps S.r.l. è una compagnia aerea regionale italiana con sede e hub situati a Bolzano. È stato il primo vettore aereo a ripristinare i voli di linea dall'aeroporto di Bolzano dopo che la svizzera Darwin Airline li aveva sospesi nel 2015. SkyAlps opera con l'obiettivo dichiarato di portare più turisti in Alto Adige.

## Storia
SkyAlps è stata fondata nel 2020 dall'imprenditore altoatesino Josef Gostner, già titolare di ABD Holding, società che nello stesso anno ha acquistato anche l'aeroporto di Bolzano dalla Provincia autonoma di Bolzano.
Inizialmente la compagnia prevedeva di avviare le operazioni nel maggio 2020 con un volo giornaliero tra Bolzano e Roma, per poi estendere il network a Vienna, Monaco e ai voli charter verso l'Italia meridionale durante la stagione estiva. Inoltre, era previsto l’allungamento della pista dell'aeroporto di Bolzano per consentire operazioni ad aerei più grandi. Tuttavia, l’avvio delle attività è stato posticipato di un anno.
Il primo volo è decollato il 17 giugno 2021 verso Olbia e Ibiza, seguiti il 30 giugno da voli bisettimanali per aeroporto di Berlino-Brandeburgo, operati con De Havilland DHC-8-400.
I primi voli sono stati operati da Luxwing, una compagnia aerea charter maltese, in attesa che SkyAlps ottenesse un proprio certificato di operatore aereo (COA).
Alla fine del 2021, l'azienda ha sospeso temporaneamente i voli per consentire l'allungamento della pista dell'aeroporto di Bolzano da 1.293 a 1.462 metri, così da poter accogliere anche aeromobili di maggiori dimensioni.
Il certificato di operatore aereo è stato ottenuto nel gennaio 2023, con un volo di prova subito effettuato da Bolzano.
Tra settembre e dicembre 2023, SkyAlps ha avviato un importante ampliamento del proprio network: Il 25 settembre sono stati inaugurati i voli dall'aeroporto di Verona-Villafranca a Roma-Fiumicino, seguiti il 2 ottobre dalla nuova rotta Crotone-Pitagora – Roma-Fiumicino. Il 30 ottobre è stata la volta dei collegamenti da Cuneo-Levaldigi a Roma-Fiumicino e della tratta tra Düsseldorf e Linz. Infine, il 13 dicembre, SkyAlps ha inaugurato i voli dall'aeroporto di Bolzano a Londra-Stansted, segnando il debutto del vettore sul mercato britannico.
Il 3 marzo 2025, l’Ente Nazionale Aviazione Civile (ENAC) ha imposto a SkyAlps lo stop operativo di 7 degli 8 De Havilland DHC-8-400 della flotta, a causa di incongruenze nella documentazione di manutenzione e di non conformità ai regolamenti sulla sicurezza del volo. Contestualmente, un tecnico della compagnia è stato posto sotto indagine, mentre il responsabile CAMO (Continuing Airworthiness Management Organisation) ha rassegnato le proprie dimissioni, motivandole con la mancanza dei requisiti richiesti dall’European Aviation Safety Agency (EASA).
Per garantire la continuità operativa, la compagnia ha fatto ricorso a numerosi servizi ACMI (Aircraft, Crew, Maintenance and Insurance) forniti da vettori come Avanti Air, Universal Air, Luxwing, Private Wings, Avion Express Malta, Trade Air, ETF Airways, Sundair, MHS Aviation, Aeroitalia e Neos Air.
In risposta alla crisi e in previsione di una stagione estiva particolarmente sfidante, SkyAlps ha riorganizzato la propria struttura tecnica e gestionale: il 13 marzo 2025, il comandante Alberto Casamatti è stato nominato Accountable Manager, subentrando ad Alex Spinato, che ha assunto lo stesso ruolo presso SkyTechnik SRL, società controllata dal gruppo Fri-el e responsabile della manutenzione dei velivoli SkyAlps presso l’aeroporto di Bolzano. Parallelamente, Valerio Dell’Angela è stato nominato Postholder CAMO. Entrambi i nuovi incaricati vantano una lunga esperienza nel settore aeronautico e hanno dichiarato l’obiettivo comune di riportare la flotta allo stato operativo originario, garantendo i più alti standard di sicurezza e affidabilità.
Il 23 giugno 2025, Alberto Casamatti ha rassegnato le proprie dimissioni ed è stato sostituito da Alfredo Sostero nel ruolo di Accountable Manager.
Il progressivo rientro in servizio dei De Havilland DHC-8-400 è previsto nelle settimane successive, al termine degli interventi di manutenzione e delle ispezioni in collaborazione con ENAC.

## Destinazioni
A giugno 2025, la rete SkyAlps collega 22 aeroporti in Italia, Austria, Belgio, Bosnia-Erzegovina, Danimarca, Germania, Regno Unito e Svezia.

## Flotta

### Flotta attuale

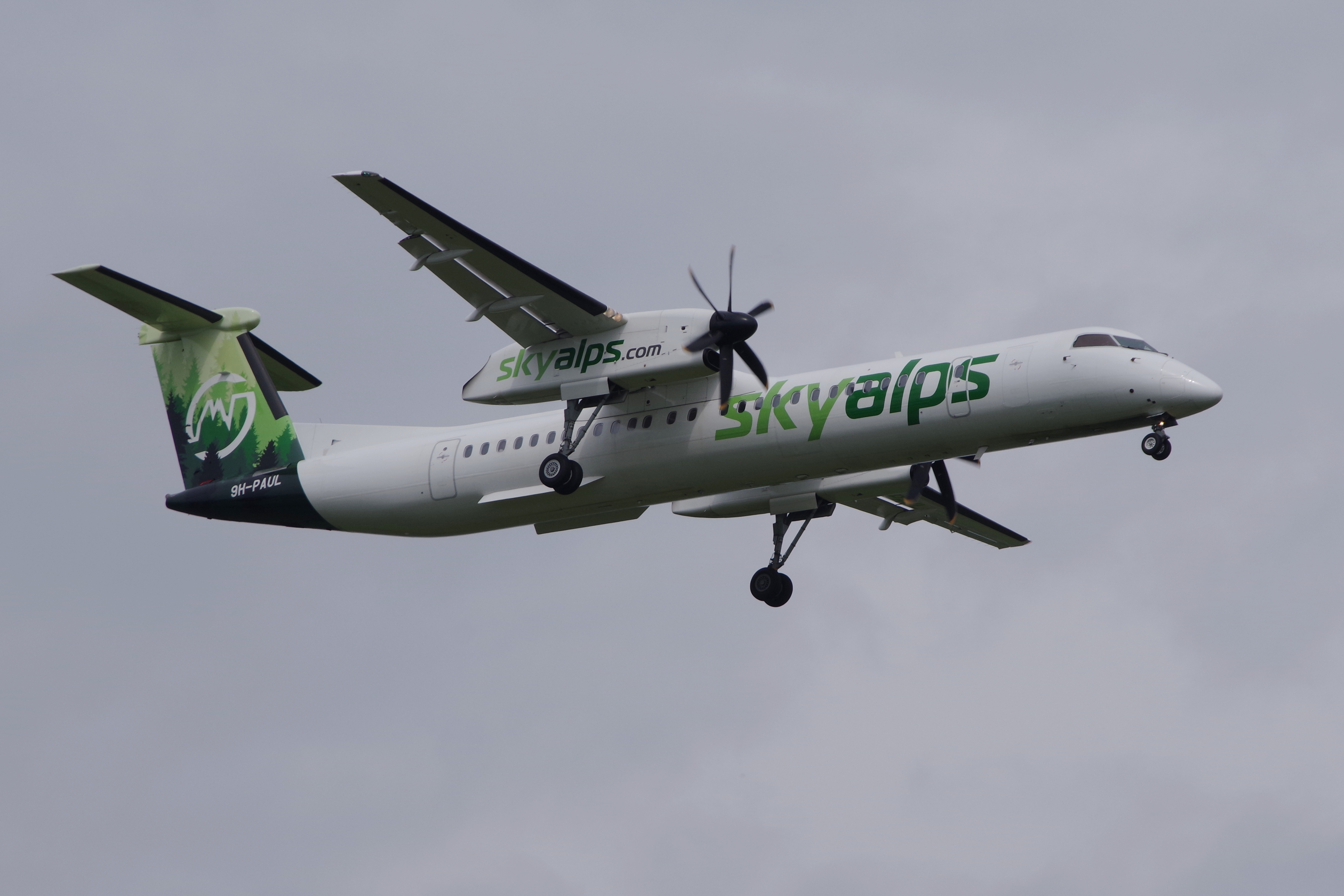
Un De Havilland DHC-8-400 di SkyAlps.

A luglio 2025 la flotta di SkyAlps risulta composta dai seguenti aeromobili: